# Hannah Pearl Davis
Hannah Pearl Davis (Chicago, Illinois, 4 de noviembre de 1996), conocida en línea como JustPearlyThings o simplemente Pearl, es una youtuber y comentarista política estadounidense. Saltó a la fama por primera vez como parte de la cultura de la manosfera en línea.

## Biografía
Davis es católica. Tiene nueve hermanos, tres de los cuales fueron adoptados y uno de los cuales fue dado en adopción. Su hermana menor, Gabrielle, es una popular influencer de TikTok. Los padres de Davis son ingenieros de software y fundadores de Davisware, una empresa de software de gestión empresarial. Su madre, Jennifer Davis, formó parte de la junta directiva de ONU Mujeres en Estados Unidos y fundó BExponential, una organización de autoayuda para mujeres.
Davis asistió a la escuela secundaria católica Marian Central Catholic High School y luego estudió economía en la Universidad de Elmhurst. Jugó voleibol para los Elmhurst Bluejays durante su tiempo en la universidad.

## Carrera
Davis comenzó a producir contenido para redes sociales en 2020. Acumuló más de 900.000 seguidores en TikTok, especialmente debido a la popularidad de su serie Breakup Quiz, en la que evaluaba críticamente las relaciones anteriores de los participantes. Su cuenta fue prohibida en 2022.
En su canal de YouTube, Davis ha realizado entrevistas callejeras y ha entrevistado a personalidades destacadas en el espacio online de la manosfera. También presenta el podcast “The Pre-Game Show”. En 2023, Davis fue demandada por un ex invitado del podcast por «explotación intencional y humillación de una persona vulnerable».

## Puntos de vista ideológicos
Davis es conservadora y se describe a sí misma como una “antifeminista”. Ella ha reconocido a los comentaristas políticos de derecha Ben Shapiro y Thomas Sowell por inspirar su carrera en los medios y ha sido descrita como la “Andrew Tate femenina”.
El 28 de junio de 2023, afirmó en un vídeo de Twitter que «las mujeres no deberían votar» y que «los tribunales, el sistema legal, toda la sociedad básicamente están complaciendo y complaciendo a las mujeres». En una entrevista con Ethan Klein en el H3 Podcast, afirmó que «si las feministas quieren el derecho al voto, ¿no?, entonces debería venir con el reclutamiento». En la misma entrevista, argumentó que el divorcio debería ser ilegal.
Davis publicó un video en julio de 2023 llamado “Why Can't We Talk About the Jews?”, que recibió críticas por contener supuestos alegatos antisemitas. En una entrevista con Piers Morgan en Piers Morgan Uncensored, afirmó que la canción trataba sobre la cultura de la cancelación y la libertad de expresión en lugar del antisemitismo.